# Chrysemosa senegalensis
Chrysemosa senegalensis is een insect uit de familie van de gaasvliegen (Chrysopidae), die tot de orde netvleugeligen (Neuroptera) behoort. 
Chrysemosa senegalensis is voor het eerst wetenschappelijk beschreven door Hölzel et al. in 1994.